# Lachnocaulon minus
Lachnocaulon minus là một loài thực vật có hoa trong họ Eriocaulaceae. Loài này được (Chapm.) Small mô tả khoa học đầu tiên năm 1903.